# Баррера, Хуан
Хуа́н Рамо́н Барре́ра Пе́рес (исп. Juan Ramón Barrera Pérez; 2 мая 1989, Окоталь, Никарагуа) — никарагуанский футболист, полузащитник клуба «Шелаху» и капитан сборной Никарагуа.

## Клубная карьера
Хуан Баррера начал свою карьеру в молодёжной команде «Реал Эстели». В профессиональном футболе игрок дебютировал за команду «Вальтер Ферретти», с которой в 2009 и 2010 году выиграл Апертуру чемпионата Никарагуа. В 2011 году Баррера переехал за границу, чтобы играть за панамский клуб «Тауро». За эту команду он провёл 8 матчей в чемпионате Панамы и 6 в Лиге чемпионов КОНКАКАФ. В 2012 году в связи с проблемами со здоровьем своего ребёнка Баррера решил вернуться домой в клуб «Реал Эстели». В 2013 году игрок на правах аренды сроком на полгода перешёл в венесуэльский клуб «Депортиво Петаре», став всего вторым никарагуанским игроком, игравшим за клуб высшего дивизиона в Южной Америке. В 2015 году Баррера перешёл в клуб чемпионата Австрии «Альтах». Он стал первым в истории никарагуанским футболистом, игравшим в Европе. Однако за новый клуб Баррера провёл всего 2 матча в чемпионате и уже в декабре разорвал с ним контракт. После этого он вернулся в Центральную Америку, перейдя в клуб «Комуникасьонес».

## Карьера в сборной
Баррера дебютировал за сборную Никарагуа 22 января 2009 года в матче Кубка наций Центральной Америки против Сальвадора (1:1). В матче против Белиза (1:1) на этом турнире футболист забил свой первый гол за сборную. На этом турнире сборная Никарагуа заняла пятое место и впервые в истории пробилась на Золотой кубок КОНКАКАФ. На этом турнире футболист во всех трёх матчах группового этапа выходил на замену. После завершения карьеры в сборной Давида Солорсано в 2014 году Хуан Баррера стал новым капитаном сборной Никарагуа. 28 марта 2017 года футболист в ответном матче плей-офф за выход на Золотой кубок КОНКАКАФ против Гаити при счёте 0:0 забил хет-трик за шесть минут. Так как в первом матче счёт был 3:1 в пользу Гаити, то по сумме двух матчей счёт стал 3:4, что обеспечило сборной Никарагуа победу и выход на турнир. Баррера был включён в состав сборной Никарагуа на Золотой кубок КОНКАКАФ 2019.

## Голы за сборную
По состоянию на 25 июня 2019
| №  | Дата            | Стадион                                                  | Оппонент                 | Счёт | Результат | Соревнование                                  |
| -- | --------------- | -------------------------------------------------------- | ------------------------ | ---- | --------- | --------------------------------------------- |
| 1  | 26 января 2009  | Тибурсио Кариас Андино, Тегусигальпа, Гондурас           | Белиз                    | 1:1  | 1:1       | Кубок наций Центральной Америки 2009          |
| 2  | 1 июня 2012     | Баямон Соккер Комплекс, Баямон, Пуэрто-Рико              | Пуэрто-Рико              | 1:3  | 1:3       | Товарищеский матч                             |
| 3  | 23 марта 2015   | Национальный стадион, Манагуа, Никарагуа                 | Ангилья                  | 3:0  | 5:0       | Отборочный турнир Чемпионата мира 2018        |
| 4  | 29 марта 2015   | Роналд Уэбстер Парк, Валли, Ангилья                      | Ангилья                  | 2:0  | 3:0       | Отборочный турнир Чемпионата мира 2018        |
| 5  | 8 декабря 2015  | Национальный стадион, Манагуа, Никарагуа                 | Куба                     | 1:0  | 5:0       | Товарищеский матч                             |
| 6  | 8 декабря 2015  | Национальный стадион, Манагуа, Никарагуа                 | Куба                     | 4:0  | 5:0       | Товарищеский матч                             |
| 7  | 20 января 2017  | Роммель Фернандес, Панама, Панама                        | Белиз                    | 1:0  | 3:1       | Центральноамериканский кубок 2017             |
| 8  | 28 марта 2017   | Национальный стадион, Манагуа, Никарагуа                 | Гаити                    | 1:0  | 3:0       | Квалификация на Золотой кубок КОНКАКАФ 2017   |
| 9  | 28 марта 2017   | Национальный стадион, Манагуа, Никарагуа                 | Гаити                    | 2:0  | 3:0       | Квалификация на Золотой кубок КОНКАКАФ 2017   |
| 10 | 28 марта 2017   | Национальный стадион, Манагуа, Никарагуа                 | Гаити                    | 3:0  | 3:0       | Квалификация на Золотой кубок КОНКАКАФ 2017   |
| 11 | 22 марта 2018   | Национальный стадион, Манагуа, Никарагуа                 | Куба                     | 3:1  | 3:1       | Товарищеский матч                             |
| 12 | 25 марта 2018   | Национальный стадион, Манагуа, Никарагуа                 | Куба                     | 1:0  | 3:3       | Товарищеский матч                             |
| 13 | 8 сентября 2018 | Арнос-Вейл Стэдиум, Арнос-Вейл, Сент-Винсент и Гренадины | Сент-Винсент и Гренадины | 2:0  | 2:0       | Отборочный турнир Лиги наций КОНКАКАФ 2019/20 |
| 14 | 14 октября 2018 | Эладио Росабаль Кордеро, Эредия, Коста-Рика              | Ангилья                  | 3:0  | 6:0       | Отборочный турнир Лиги наций КОНКАКАФ 2019/20 |
| 15 | 14 октября 2018 | Эладио Росабаль Кордеро, Эредия, Коста-Рика              | Ангилья                  | 4:0  | 6:0       | Отборочный турнир Лиги наций КОНКАКАФ 2019/20 |
| 16 | 14 октября 2018 | Эладио Росабаль Кордеро, Эредия, Коста-Рика              | Ангилья                  | 6:0  | 6:0       | Отборочный турнир Лиги наций КОНКАКАФ 2019/20 |
| 17 | 24 марта 2019   | Уайлди Тёрф, Уайлди, Барбадос                            | Барбадос                 | 1:0  | 1:0       | Отборочный турнир Лиги наций КОНКАКАФ 2019/20 |
| 18 | 7 июня 2019     | Сан-Хуан дель Бисентенарио, Сан-Хуан, Аргентина          | Аргентина                | 1:5  | 1:5       | Товарищеский матч                             |